# Corte com jato de água

Um diagrama de um cortador a jato de água:
1 - entrada de água a alta pressão
2 - "jóia" (rubi ou diamante)
3 - abrasivo
4 - tubo de mistura
5 - guarda
6 - jato de água cortante
7 - material a ser cortado

O corte com jato de água (em inglês jet-cutting) é uma das variedades da hidrodemolição, que consiste no corte de materiais com água a extrema pressão, combinando esta pressão com a incorporação de algum material abrasivo, tais como o carborundum (carbeto de silício), o coríndon ou a sílica.
Esta técnica consiste na projeção sobre a superfície do material ser cortado de um jato de água a uma pressão entre 2.500 e 3.000 bares, com um fluxo de água entre 20 e 40 l.p.m., incorporando por efeito Venturi um abrasivo ao jato de água.